# Brisbane Roar Football Club 2006-2007
Questa voce raccoglie le informazioni riguardanti il Brisbane Roar Football Club nelle competizioni ufficiali della stagione 2006-2007.

## Rosa
| N. |                      | Ruolo | Calciatore       |
| -- | -------------------- | ----- | ---------------- |
| 1  | Australia (bandiera) | P     | Tom Willis       |
| 2  | Australia (bandiera) | C     | Andrew Packer    |
| 3  | Svizzera (bandiera)  | D     | Remo Buess       |
| 4  | Australia (bandiera) | D     | Chad Gibson      |
| 5  | Australia (bandiera) | D     | Josh McCloughan  |
| 6  | Scozia (bandiera)    | D     | Stuart McLaren   |
| 7  | Germania (bandiera)  | C     | Marcus Wedau     |
| 8  | Australia (bandiera) | C     | Massimo Murdocca |
| 9  | Scozia (bandiera)    | A     | Simon Lynch      |
| 10 | Australia (bandiera) | A     | Ante Milicic     |
| 11 | Brasile (bandiera)   | A     | Reinaldo Mineiro |
| 12 | Cina (bandiera)      | A     | Zhang Yuning     |

| N. |                          | Ruolo | Calciatore        |
| -- | ------------------------ | ----- | ----------------- |
| 13 | Australia (bandiera)     | C     | Spase Dilevski    |
| 14 | Australia (bandiera)     | D     | Ben Griffin       |
| 15 | Australia (bandiera)     | C     | Matt McKay        |
| 16 | Corea del Sud (bandiera) | C     | Hyuk-Su Seo       |
| 17 | Australia (bandiera)     | A     | Damian Mori       |
| 18 | Australia (bandiera)     | C     | Dario Vidošić     |
| 19 | Australia (bandiera)     | D     | Saša Ognenovski   |
| 20 | Australia (bandiera)     | P     | Liam Reddy        |
| 21 | Australia (bandiera)     | C     | Steve Fitzsimmons |
| 25 | Australia (bandiera)     | C     | Carl Recchia      |
| 27 | Australia (bandiera)     | C     | Chris Grossman    |